# Bank of Credit and Commerce International
La Bank of Credit and Commerce International (BCCI) è stata una banca internazionale fondata nel 1972 da Agha Hasan Abedi, un finanziere pakistano, con il capitale di Zayed bin Sultan Al Nahyan, lo sceicco di Abu Dhabi. La banca era registrata in Lussemburgo con sede a Karachi e Londra. Un decennio dopo l'apertura, BCCI aveva oltre 400 filiali in 78 paesi e un patrimonio superiore a 20 miliardi di dollari, rendendola la settima banca privata più grande del mondo. 
Lo scopo ufficiale era il supporto allo sviluppo economico del terzo mondo. In realtà, le attività principali della banca erano gli affari clandestini con politici, servizi segreti ed elementi del mondo criminale, in particolare frode assicurativa, traffico di armi, riciclaggio di denaro per il Cartello Medellìn e il finanziamento del terrorismo. Per questo motivo più tardi la banca ricevette il nomignolo "Bank of Crooks and Criminals International" (Banca di mariuoli e criminali internazionali). Vari dittatori e politici autoritari erano suoi clienti, ad esempio Manuel Noriega di Panama e Samuel Doe della Liberia.
La banca era anche molto vicino al regime di Muhammad Zia-ul-Haq del Pakistan. Secondo la CIA, i terroristi Osama bin Laden e Abu Nidal avevano dei conti in questo istituto. Durante lo scandalo dell'Irangate, pagamenti clandestini ed illegali furono espletati attraverso la BCCI, anche il trafficante d'armi ed il protagonista dell'Irangate Adnan Khashoggi ebbe un conto.
Nel 1987, il Federal Bureau of Investigation effettuò un'irruzione nell'ufficio della BCCI a Tampa in Florida, causando il crollo della banca. L'indagine ufficiale fu intrapresa sotto la guida del senatore John Kerry. Secondo lui, la BCCI aveva anche connessioni con Harken Energy, l'azienda petrolifera di George W. Bush.
Nel luglio 1988 i controllori doganali e bancari di sette paesi fecero irruzione e bloccarono i registri delle sue filiali durante l'operazione C-Chase. Secondo Robert Mueller, chi era responsabile per l′indagine statunitense, la BCCI era stata "istituita deliberatamente per evitare la revisione normativa centralizzata e operava ampiamente nelle giurisdizioni del segreto bancario. I suoi affari erano straordinariamente complessi. I suoi dirigenti erano sofisticati banchieri internazionali il cui obiettivo apparente era quello di mantenere segreti i loro affari, di commettere frodi su vasta scala e di evitare di essere scoperti". I liquidatori, Deloitte & Touche, hanno intentato una causa contro i revisori della banca, Price Waterhouse ed Ernst & Young, che è stata liquidata per 175 milioni di dollari nel 1998. Nel 2013, Deloitte & Touche ha affermato di aver recuperato circa il 75% del denaro perso dai creditori.

## Al cinema
La trama del film The International (2009) del registà Tom Tykwer mostra evidenti paralleli alla storia di BCCI. Nel 2016, Bryan Cranston interpretò il ruolo di Robert Mazur, l´agente principale durante l´operazione C-Chase nel film The Infiltrator.